# Гетто в Черневке
Гетто в Че́рневке (Могилёвская область) (лето 1941 — сентябрь 1941) — еврейское гетто, место принудительного переселения евреев посёлка Черневка Дрибинского района Могилёвской области и близлежащих населённых пунктов в процессе преследования и уничтожения евреев во время оккупации территории Белоруссии войсками нацистской Германии в период Второй мировой войны.

## Оккупация Черневки и создание гетто
Посёлок Черневка был захвачен немецкими войсками 14 июля 1941 года, и оккупация продлилась до 29 июня 1944 года.
После начала войны, с июля 1941 года, часть беженцев в Могилёвской области, которым не удалось уйти за линию фронта, скрывались в лесах — в том числе и евреи. В начале осени 1941 года немецкая комендатура распространила в посёлке Черневка и окружающих деревнях объявления примерно такого содержания: «Местечко Черневка — место жительства евреев. Приходите спокойно. Спокойно живите. Будьте спокойны. Регистрация у бургомистра местечка Черневка. Получайте документы, еду». Некоторые евреи, большей частью старики с детьми, поверили и вернулись. После этого немцы, реализуя нацистскую программу уничтожения евреев, организовали в местечке гетто.

## Уничтожение гетто
В первых числах августа 1941 года немцы организовали в Черневке первую «акцию» (таким эвфемизмом нацисты называли организованные ими массовые убийства), расстреляв около 200 евреев.
В сентябре (с 6 по 21 октября) 1941 года подразделения СС окружили соседние с Черневкой деревни (в том числе, Коровчино), собирали евреев и гнали в Черневку. Затем уже в Черневке полицаи приказали евреям собрать вещи якобы для переезда в другое, более просторное место. Колонну обречённых людей вывели из посёлка, приказали положить вещи на землю и пройти вперед. Отобрали крепких мужчин, отвели и расстреляли их во рву примерно в 300 метрах от этого места. Женщин перед расстрелом разделили на две группы — более молодых и более старших. Дети метались между ними, кричали и плакали, а полицаи избивали их плетками. Затем женщинам приказали раздеться и раздеть детей, и расстреляли. Многих детей бросали в овраг и закопали живыми. Молодых девушек перед смертью насиловали.
Взрослое нееврейское население Черневки и соседнего поселка Васильевка пригнали смотреть на расстрел, который продолжался около трёх часов. После расстрела полицейские поделили вещи убитых.
В этот день были расстреляны около 600 (525) человек.

## Память
Всего в Черневке были убиты около 800 евреев.
Опубликованы неполные списки убитых в Черневке евреев.
Памятник жертвам геноцида евреев был установлен в 1961 (1960) году. Выжившие евреи из Черневки и из других мест (Даниэль Розин, Арон Файерман, Илья Моцкин, Зелик Зеликов и другие) смогли организовать перезахоронение останков расстрелянных на бывшее еврейское кладбище, расположенное на въезде в деревню Алюты, в две братские могилы — мужчин и женщин. Местные власти не позволили написать, что этот памятник — убитым евреям, и было написано: «Мирному населению Черневки, трагически погибшему от рук немецких захватчиков 6-26 октября 1941 года».

## Комментарии
1. ↑  В русском языке за служащими коллаборационистских полицейских органов закрепилось разговорное уничижительное название полица́й (во множественном числе — полица́и).